# 森博
森 博（もり ひろし、1929年9月7日 - 1999年1月30日）は、日本の社会学者。東北大学名誉教授。

## 来歴
神奈川県川崎市生まれ。1953年東北大学文学部社会学科卒。同教養部助教授、教授。1993年定年退官。甲南女子大学教授。在職中に死去。『サン・シモン著作集』、カール・ポパーの翻訳などをした。

## 著書
- 社会学的分析 恒星社厚生閣、1969
- 現代社会論の系譜 誠信書房、1970. 現代社会研究シリーズ

## 共編
- 官僚制の支配 組織の時代をどう生きるか 矢沢修次郎 1981.12. 有斐閣選書

## 翻訳
- 保守主義 思考史的背景と現代性 マンハイム 誠信書房 1958
  - 保守主義的思考 ちくま学芸文庫 1997
- 歴史主義・保守主義 マンハイム 恒星社厚生閣 1969
- 科学的発見の論理 カール・R.ポパー 大内義一共訳、恒星社厚生閣（上・下） 1971-72
- 現代民主主義における政党の社会学 集団活動の寡頭制的傾向についての研究 ロベルト・ミヘルス 樋口晟子共訳、木鐸社（上・下）1973-74
- 客観的知識 進化論的アプローチ カール・R.ポパー 木鐸社 1974
- サン=シモンの新世界 フランク・E.マニュエル 恒星社厚生閣 上下 1975
- 社会主義およびサン=シモン デュルケム 恒星社厚生閣、1977.6
- 果てしなき探求 知的自伝 カールー・ポパー 岩波書店・岩波現代選書 1978.9
  - 果てしなき探求 知的自伝（上・下） 岩波同時代ライブラリー 1995-96、岩波現代文庫 2004
- 推測と反駁　科学的知識の発展　カール・ポパー 法政大学出版局・叢書ウニベルシタス 1980、新装版2009、藤本隆志/石垣寿郎共訳
- 批判と知識の成長 イムレ・ラカトシュ、アラン・マスグレーヴ編、木鐸社 1985.4。監訳
- サン=シモン著作集（全5巻） 恒星社厚生閣 1987-1988

1. 「自伝断片」「百科全書についての覚書」「哲学書簡」ほか
2. 「人間科学に関する覚書」「公法の組織について」ほか
3. 「産業者の政治的利益」ほか財政論考
4. 「産業体制論」ほか社会制度論
5. 「産業者の教理問答」「新キリスト教」ほか晩年の論考

- 産業者の教理問答 他一篇 サン=シモン 岩波文庫 2001